# Глеваха (археологічна пам'ятка)
Глеваха — археологічна пам'ятка, багатошарове поселення в урочищі Гатка, поблизу смт Глеваха Васильківського району Київської області. Досліджувалося 1982–85. До шару київської культури (2-га половина 3 ст. н. е.) належать 4 споруди-напівземлянки, 45 ям-льохів та ін., де знайдена переважно ліпна кераміка, а також керамічний імпорт черняхівської культури, пряслиця, кілька фібул і гребенів. Верхній шар утворився внаслідок просування на початку 4 ст. н. е. племен черняхівської культури германського походження. Він представлений 5 спорудами (зокрема гончарною майстернею), 11 ямами. Крім гончарної кераміки, знайдено ліпний посуд вельбарської культури, кілька фібул 4 ст. н. е.